# クイズ!THE違和感
『クイズ!THE違和感』（クイズ ザ・いわかん）は、TBS系列で、2020年4月13日から2022年9月12日まで毎週月曜日の20:00 - 20:57（JST）に放送されていたクイズバラエティ番組である。全43回。

## 概要
映像や写真を見て、その中にある違和感に気づけるかという、感性や直感力が問われる問題を出題するクイズ番組。
2019年9月7日に『土曜☆ブレイク』（関東ローカル）枠でパイロット版第1弾を、同年11月24日には、全国ネットのゴールデン帯でパイロット版第2弾を放送した。
2020年春改編で、同年4月から『有田哲平と高嶋ちさ子の人生イロイロ超会議』の後番組として、月曜20時台でのレギュラー放送が決定。しかし、番組開始以降、21時枠→19時枠の『アドベンチャーバラエティー 冒険少年』、22時枠→21時枠の『CDTVライブ!ライブ!』が2時間から4時間の拡大スペシャルを行う傾向があり、当番組も約1ヶ月に1 - 2度のペースで2 - 3時間SPが放送されていた。2021年4月までは一度も通常編成が行われることはなかったが、2021年5月17日に初めて通常編成が行われた。
レギュラー開始当初はノブがMCにもかかわらず、番宣女優や綺麗所の女性タレント等を贔屓して優勝させることが多く、レギュラー解答者から不満が出るのが定番化していた。
スタッフの一部が『THE突破ファイル』（日本テレビ）と共通しており、再現VTRなどでは『突破ファイル』に似た演出が見られた。
レギュラー化直後から流行する新型コロナウイルスへの感染対策措置として、2020年5月11日の放送ではリモート収録を実施。同年6月8日の放送からはスタジオ収録に戻り、解答者の左右にアクリル板が設置された。
2021年9月13日にはパチンコ、2022年3月21日にはパチスロをテーマとしたParavi特別編が配信。
2022年2月21日の放送分では千鳥が新型コロナウイルスに感染したことに伴い千鳥の2人と進行田村が欠席し、代役として今田耕司と藤井隆、野村彩也子(TBSアナウンサー)が出演した。
2022年3月7日放送では、初の全編ロケが南房総で実施された。大悟チームとゲストの出川チームがクイズやゲームで対決したほか、ロケ中には特別問題としてロケ中に映った芸能人を探す特別問題が出題された。
2022年10月の番組改編で『CDTVライブ!ライブ!』が、1時間繰り上がり月曜 20:00 - 20:57の放送枠に移動する事になり、2022年9月を以って終了することになった。また、9月12日放送分の最終回ではノブが右椎骨動脈解離で入院したことに伴い番組を欠席し、代打として川島明（麒麟）がMCを務めた。パイロット版とレギュラー放送を合わせて45回の放送を終了した。

## 出演者

### MC
- ノブ（千鳥）

#### 代打MC
- 今田耕司 - ノブが新型コロナウイルス感染の為に欠席した際に代打MCとして出演。
- 川島明（麒麟） - ノブが右椎骨動脈解離による休養の為に欠席した際に代打MCとして出演。

### 進行
- 田村真子（TBSアナウンサー）[注 1] - 「違和感カジノ!」でのディーラー役も兼任する。
- 野村彩也子

### レギュラー解答者
- 大悟（千鳥）
- せいや、粗品（霜降り明星） - レギュラー第1回から[16]。
- 大西流星、藤原丈一郎、大橋和也（なにわ男子） - レギュラー第1回から[17]。3人の中から原則2人のみ出演するが、レギュラー初回および最終回は3人全員が出演。他のメンバーもゲスト解答者として不定期で出演。

#### 代打解答者
- 藤井隆 - 大悟がノブの新型コロナウイルス感染により大事をとって欠席した際に出演。

### VTRゲスト
再現VTRを見て答えるクイズの再現VTRの出演者を、出演回数が多い者を抜粋して示す。
- 井桁弘恵

「恋人たちの違和感」の本命彼女役や、「違和感だらけドラマ」温泉旅館編での若女将役等として出演経験あり。
- 大西流星（なにわ男子）

「ミステリー違和感」の脱獄事件編での刑務官役として出演することが多かった。
- 小栗有以（AKB48）[注 2]

「違和感だらけドラマ」アナウンサー編での新人女子アナウンサー役や、「ミステリー違和感」での、巫女役として出演経験あり。
- 中田あすみ

「恋人たちの違和感」の本命彼女役として出演することが多かった。
- 藤原丈一郎（なにわ男子）

「実録!片想い違和感ミステリー」で異性に片想いをする男性主人公役として出演経験あり。
- 宮下兼史鷹（宮下草薙）[注 2]

「ミステリー違和感」の脱獄事件編での囚人「ミヤシータ」役として出演することが多かった。

## ネット局

### パイロット版
第1回
| 放送対象地域   | 放送局                | 系列    | 放送日時                      | 遅れ      |
| -------------- | --------------------- | ------- | ----------------------------- | --------- |
| 関東広域圏     | TBSテレビ（TBS）      | TBS系列 | 2019年9月7日 14:00 - 14:54    | 製作局    |
| 中京広域圏     | CBCテレビ（CBC）      | TBS系列 | 2019年9月21日 16:00 - 16:54   | 14日遅れ  |
| 高知県         | テレビ高知（KUTV）    | TBS系列 | 2019年9月23日 16:54 - 17:50   | 16日遅れ  |
| 福島県         | テレビユー福島（TUF） | TBS系列 | 2019年10月16日 23:56 - 翌0:55 | 39日遅れ  |
| 静岡県         | 静岡放送（SBS）       | TBS系列 | 2019年10月16日 23:56 - 翌0:55 | 39日遅れ  |
| 宮崎県         | 宮崎放送（mrt）       | TBS系列 | 2019年10月19日 12:00 - 12:54  | 42日遅れ  |
| 岩手県         | IBC岩手放送（IBC）    | TBS系列 | 2019年10月19日 14:00 - 14:54  | 42日遅れ  |
| 岡山県・香川県 | RSK山陽放送（RSK）    | TBS系列 | 2019年10月19日 14:00 - 14:55  | 42日遅れ  |
| 広島県         | 中国放送（RCC）       | TBS系列 | 2020年1月5日 15:05 - 16:00    | 120日遅れ |
| 宮城県         | 東北放送（tbc）       | TBS系列 | 2020年4月12日 16:00 - 16:54   | 218日遅れ |
| 北海道         | 北海道放送（HBC）     | TBS系列 | 2020年5月10日 16:00 - 16:54   | 246日遅れ |

第2回
| 放送対象地域   | 放送局                    | 系列    | 放送日時                     | 遅れ       |
| -------------- | ------------------------- | ------- | ---------------------------- | ---------- |
| 関東広域圏     | TBSテレビ（TBS）          | TBS系列 | 2019年11月24日 18:30 - 20:54 | 制作局     |
| 北海道         | 北海道放送（HBC）         | TBS系列 | 2019年11月24日 18:30 - 20:54 | 同時ネット |
| 青森県         | 青森テレビ（ATV）         | TBS系列 | 2019年11月24日 18:30 - 20:54 | 同時ネット |
| 岩手県         | IBC岩手放送（IBC）        | TBS系列 | 2019年11月24日 18:30 - 20:54 | 同時ネット |
| 宮城県         | 東北放送（TBC）           | TBS系列 | 2019年11月24日 18:30 - 20:54 | 同時ネット |
| 山形県         | テレビユー山形（TUY）     | TBS系列 | 2019年11月24日 18:30 - 20:54 | 同時ネット |
| 福島県         | テレビユー福島（TUF）     | TBS系列 | 2019年11月24日 18:30 - 20:54 | 同時ネット |
| 山梨県         | テレビ山梨（UTY）         | TBS系列 | 2019年11月24日 18:30 - 20:54 | 同時ネット |
| 長野県         | 信越放送（SBC）           | TBS系列 | 2019年11月24日 18:30 - 20:54 | 同時ネット |
| 新潟県         | 新潟放送（BSN）           | TBS系列 | 2019年11月24日 18:30 - 20:54 | 同時ネット |
| 静岡県         | 静岡放送（SBS）           | TBS系列 | 2019年11月24日 18:30 - 20:54 | 同時ネット |
| 富山県         | チューリップテレビ（TUT） | TBS系列 | 2019年11月24日 18:30 - 20:54 | 同時ネット |
| 石川県         | 北陸放送（MRO）           | TBS系列 | 2019年11月24日 18:30 - 20:54 | 同時ネット |
| 中京広域圏     | CBCテレビ（CBC）          | TBS系列 | 2019年11月24日 18:30 - 20:54 | 同時ネット |
| 近畿広域圏     | 毎日放送（MBS）           | TBS系列 | 2019年11月24日 18:30 - 20:54 | 同時ネット |
| 鳥取県・島根県 | 山陰放送（BSS）           | TBS系列 | 2019年11月24日 18:30 - 20:54 | 同時ネット |
| 岡山県・香川県 | RSK山陽放送（RSK）        | TBS系列 | 2019年11月24日 18:30 - 20:54 | 同時ネット |
| 広島県         | 中国放送（RCC）           | TBS系列 | 2019年11月24日 18:30 - 20:54 | 同時ネット |
| 山口県         | テレビ山口（tys）         | TBS系列 | 2019年11月24日 18:30 - 20:54 | 同時ネット |
| 愛媛県         | あいテレビ（itv）         | TBS系列 | 2019年11月24日 18:30 - 20:54 | 同時ネット |
| 高知県         | テレビ高知（KUTV）        | TBS系列 | 2019年11月24日 18:30 - 20:54 | 同時ネット |
| 福岡県         | RKB毎日放送（rkb）        | TBS系列 | 2019年11月24日 18:30 - 20:54 | 同時ネット |
| 長崎県         | 長崎放送（NBC）           | TBS系列 | 2019年11月24日 18:30 - 20:54 | 同時ネット |
| 熊本県         | 熊本放送（RKK）           | TBS系列 | 2019年11月24日 18:30 - 20:54 | 同時ネット |
| 大分県         | 大分放送（OBS）           | TBS系列 | 2019年11月24日 18:30 - 20:54 | 同時ネット |
| 宮崎県         | 宮崎放送（mrt）           | TBS系列 | 2019年11月24日 18:30 - 20:54 | 同時ネット |
| 鹿児島県       | 南日本放送（MBC）         | TBS系列 | 2019年11月24日 18:30 - 20:54 | 同時ネット |
| 沖縄県         | 琉球放送（RBC）           | TBS系列 | 2019年11月24日 18:30 - 20:54 | 同時ネット |

### レギュラー版
| 放送対象地域   | 放送局                    | 系列    | 放送日時           | 遅れ       |
| -------------- | ------------------------- | ------- | ------------------ | ---------- |
| 関東広域圏     | TBSテレビ（TBS）          | TBS系列 | 月曜 20:00 - 20:57 | 制作局     |
| 北海道         | 北海道放送（HBC）         | TBS系列 | 月曜 20:00 - 20:57 | 同時ネット |
| 青森県         | 青森テレビ（ATV）         | TBS系列 | 月曜 20:00 - 20:57 | 同時ネット |
| 岩手県         | IBC岩手放送（IBC）        | TBS系列 | 月曜 20:00 - 20:57 | 同時ネット |
| 宮城県         | 東北放送（tbc）           | TBS系列 | 月曜 20:00 - 20:57 | 同時ネット |
| 山形県         | テレビユー山形（TUY）     | TBS系列 | 月曜 20:00 - 20:57 | 同時ネット |
| 福島県         | テレビユー福島（TUF）     | TBS系列 | 月曜 20:00 - 20:57 | 同時ネット |
| 山梨県         | テレビ山梨（UTY）         | TBS系列 | 月曜 20:00 - 20:57 | 同時ネット |
| 長野県         | 信越放送（SBC）           | TBS系列 | 月曜 20:00 - 20:57 | 同時ネット |
| 新潟県         | 新潟放送（BSN）           | TBS系列 | 月曜 20:00 - 20:57 | 同時ネット |
| 静岡県         | 静岡放送（SBS）           | TBS系列 | 月曜 20:00 - 20:57 | 同時ネット |
| 富山県         | チューリップテレビ（TUT） | TBS系列 | 月曜 20:00 - 20:57 | 同時ネット |
| 石川県         | 北陸放送（MRO）           | TBS系列 | 月曜 20:00 - 20:57 | 同時ネット |
| 中京広域圏     | CBCテレビ（CBC）          | TBS系列 | 月曜 20:00 - 20:57 | 同時ネット |
| 近畿広域圏     | 毎日放送（MBS）           | TBS系列 | 月曜 20:00 - 20:57 | 同時ネット |
| 鳥取県・島根県 | 山陰放送（BSS）           | TBS系列 | 月曜 20:00 - 20:57 | 同時ネット |
| 岡山県・香川県 | RSK山陽放送（RSK）        | TBS系列 | 月曜 20:00 - 20:57 | 同時ネット |
| 広島県         | 中国放送（RCC）           | TBS系列 | 月曜 20:00 - 20:57 | 同時ネット |
| 山口県         | テレビ山口（tys）         | TBS系列 | 月曜 20:00 - 20:57 | 同時ネット |
| 愛媛県         | あいテレビ（itv）         | TBS系列 | 月曜 20:00 - 20:57 | 同時ネット |
| 高知県         | テレビ高知（KUTV）        | TBS系列 | 月曜 20:00 - 20:57 | 同時ネット |
| 福岡県         | RKB毎日放送（rkb）        | TBS系列 | 月曜 20:00 - 20:57 | 同時ネット |
| 長崎県         | 長崎放送（NBC）           | TBS系列 | 月曜 20:00 - 20:57 | 同時ネット |
| 熊本県         | 熊本放送（RKK）           | TBS系列 | 月曜 20:00 - 20:57 | 同時ネット |
| 大分県         | 大分放送（OBS）           | TBS系列 | 月曜 20:00 - 20:57 | 同時ネット |
| 宮崎県         | 宮崎放送（mrt）           | TBS系列 | 月曜 20:00 - 20:57 | 同時ネット |
| 鹿児島県       | 南日本放送（MBC）         | TBS系列 | 月曜 20:00 - 20:57 | 同時ネット |
| 沖縄県         | 琉球放送（RBC）           | TBS系列 | 月曜 20:00 - 20:57 | 同時ネット |

ネット配信
| 配信サイト | 配信時間        | 備考 |
| ---------- | --------------- | --- |
| TVer       | 月曜 20:57 更新 | 最新話限定で無料配信 2時間スペシャル放送時は22:00、(19:00からの2時間スペシャルの場合は21:00)3時間スペシャル放送時は23:00に繰り下げ |
| Paravi     | 月曜 20:57 更新 | 有料会員は全話見放題 2時間スペシャル放送時は22:00、3時間スペシャル放送時は23:00に繰り下げ                                          |
| GYAO!      | 火曜 12:00 更新 | 最新話限定で無料配信 |

## スタッフ
スタッフ（最終回時点）
- ナレーター：あおい洋一郎、日野聡
- 企画・構成：石塚祐介
- 構成：大谷裕一、森本雅也
- TM：中村全希（TBS）
- TD：間島啓輔
- VE：佐藤希美
- CAM：田口弘謹
- 音声：斉藤宏司
- 照明：半田圭
- 編集：奥山雄高
- MA：土屋翼
- 音効：岡田淳一
- 美術プロデューサー：岡嶋正浩
- デザイナー：寒友哉
- 美術ディレクター：落合竜司（以前は美術制作）
- メカシステム：庄子泰広
- アクリル装飾：井上千洸
- 電飾：阿部達矢
- 装置：正代俊明
- 操作：佐藤翔太
- CG：森三平
- イラスト：中村サトル
- 技術協力：RAFT、G-Link Studio
- 宣伝：多嘉名千尋、林遼二（TBS）
- 配信：石橋茉美（TBS）
- 編成：寺田淳史（TBS）
- デスク：大澤麻子
- AP：小川瑞稀、藤原華歩
- AD：陳曉蔚、嶋唯菜、新地祥大、佐手優斗、横山奈々、赤間翔
- ディレクター：髙橋立志、伊差川竜也、木村諒、渡辺巽、浦田涼、芝内竜成（芝内→以前はAD）、橋本伸行（ROFL）
- 演出：太田実（ROFL）、横山健一、岩間有
- 総合演出：倉田敬之（ROFL）（番組初期・総合演出→一時演出に→総合演出に復帰）
- プロデューサー：加藤丈博（TBS）、渡邊奈津子（ROFL）、原田里美、岩下英雅、長嶺望、岡本計
- 制作協力：ROFL
- 制作：TBSテレビコンテンツ制作局バラエティ制作2部
- 製作著作：TBS

過去のスタッフ（レギュラー版）
- ナレーター：早見沙織[25]、関智一[26]
- AD：大塚亮、竹本太一、加納美羽、井上愛梨
- AP：山本祥光
- ディレクター：三谷三四郎 ほか
- 演出：山本健太郎（FAT TRANK）ほか
- 総合演出：軸原資雄（TBS）
- プロデューサー：武藤祐輝（クリーク・アンド・リバー社）ほか
- CP：江藤俊久（TBS）
- 制作協力：FAT TRANK、クリーク・アンド・リバー社